# Manapiare (municipalité)
Cet article concerne la municipalité. Pour la rivière, voir Río Manapiare.
Manapiare est l'une des sept municipalités de l'État d'Amazonas au Venezuela. Son chef-lieu est San Juan de Manapiare. En 2011, la population s'élève à 7 715 habitants.

## Géographie

### Subdivisions
La municipalité est divisée en 3 paroisses civiles depuis le 18 décembre 1997 dont le nom est lié au río Ventuari selon leur emplacement sur son cours. Chacune est dotée d'une capitale (entre parenthèses) :
- Alto Ventuari (Cacurí) ;
- Medio Ventuari (Camani) ;
- Bajo Ventuari (Marueta).

## Population et société

### Populations indigènes
Les principaux groupes indigènes sont : Hoti, Yecuana et Eñepá.